# Museo Estatal de Arte Popular de Oaxaca

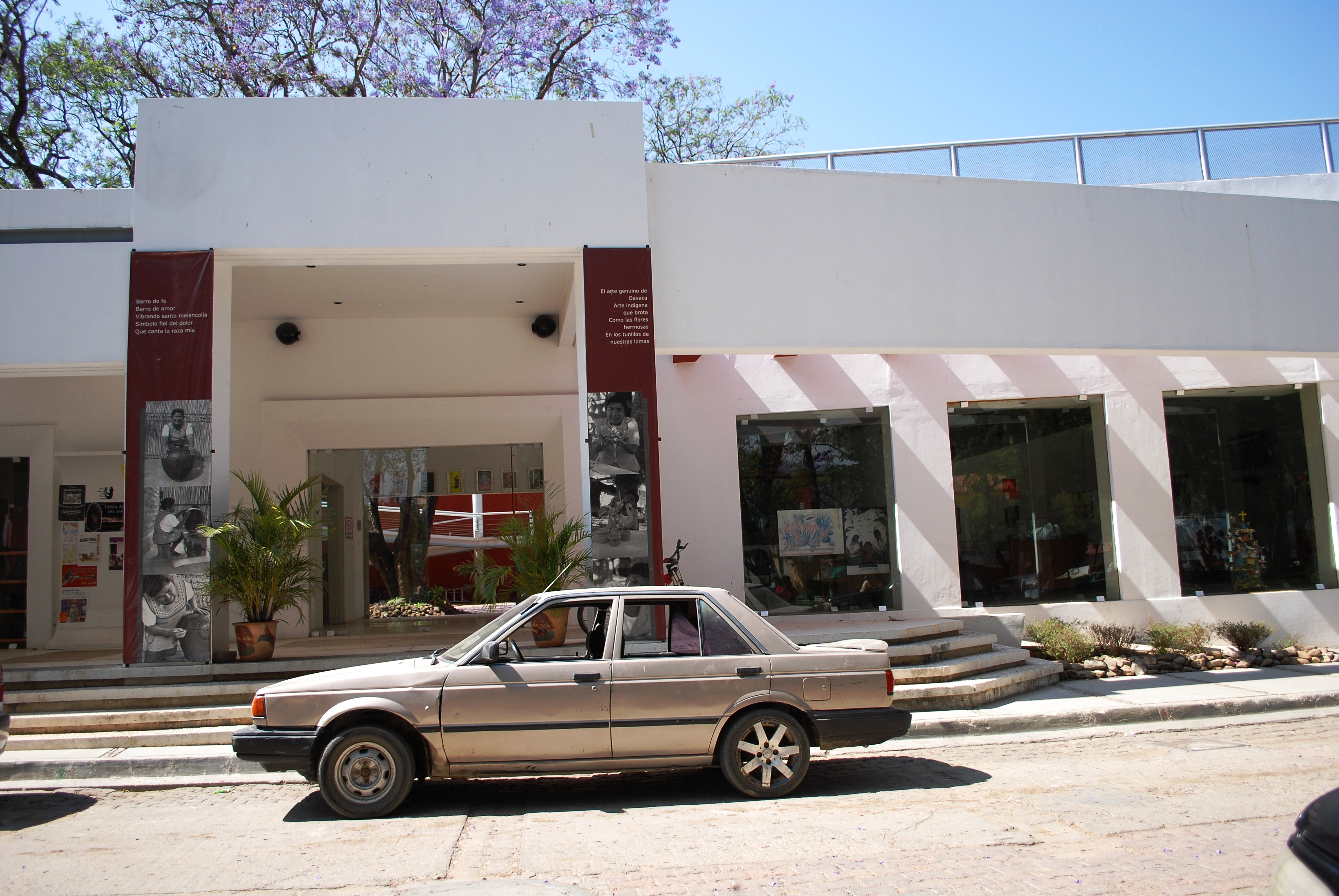
Fachada exterior del museo

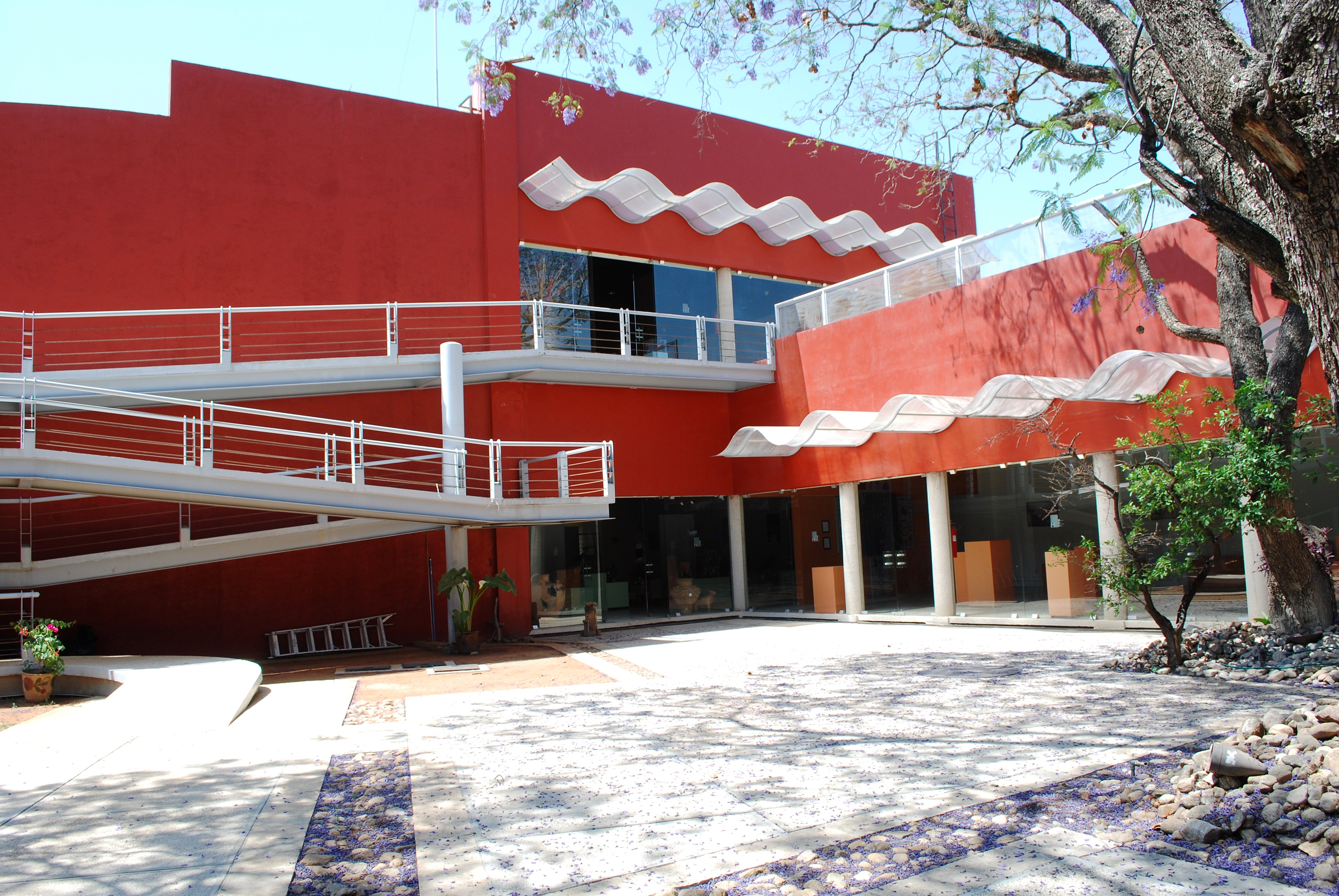
Patio del museo

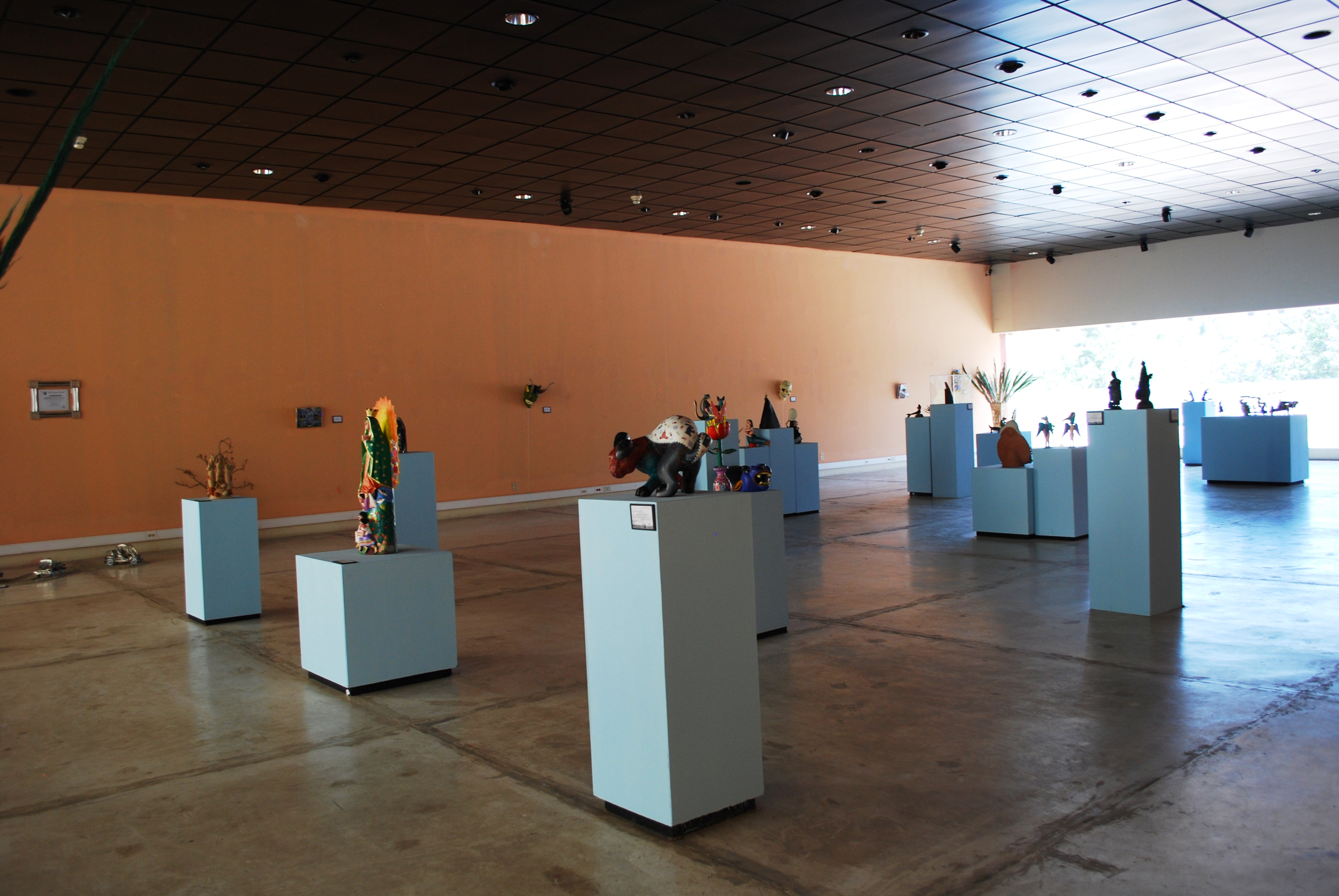
Sala del museo

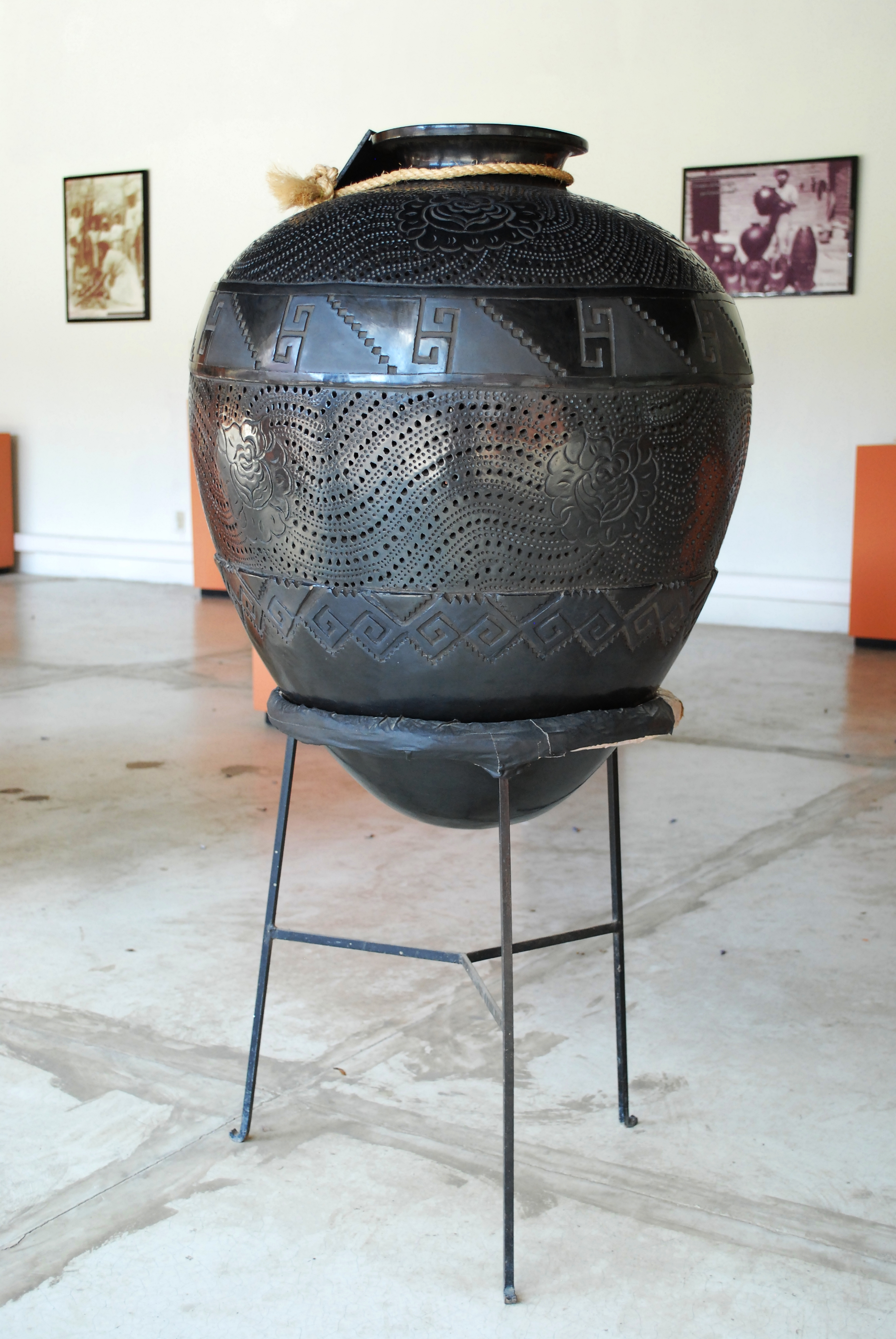
Gran jarrón de barro negro en exhibición en el museo.

El Museo Estatal de Arte Popular de Oaxaca o MEAPO es un pequeño museo situado en el municipio de San Bartolo Coyotepec, justo al sur de la ciudad de Oaxaca en México. Es administrado por el estado de Oaxaca con el fin de brindar un escaparate para las artesanías y el arte popular tradicional, a través de sus colecciones permanentes, su «cibermuseo» en línea, la colaboración con entidades nacionales e internacionales y el patrocinio de diferentes eventos como exposiciones temporales, conferencias y mercados de artesanía de la entidad. Está dedicado no solo a la artesanía en si, sino también a los artesanos y a la cultura detrás de los objetos. Su colección contiene muestras de la mayoría de las artesanías producidas en el estado, especialmente la región de los valles centrales, pero la mayor parte de su colección consiste en muestras de cerámica de barro negro, la especialidad de San Bartolo Coyotepec. El director del museo es Carlomagno Pedro Martínez, un reconocido artesano y artista en barro negro.